# Сољано Кавоур
Сољано Кавоур (итал. Sogliano Cavour) је насеље у Италији у округу Лече, региону Апулија.
Према процени из 2011. у насељу је живело 3823 становника. Насеље се налази на надморској висини од 77 м.

## Географија
| Клима (Сољано Кавоур)      | Клима (Сољано Кавоур) | Клима (Сољано Кавоур) | Клима (Сољано Кавоур) | Клима (Сољано Кавоур) | Клима (Сољано Кавоур) | Клима (Сољано Кавоур) | Клима (Сољано Кавоур) | Клима (Сољано Кавоур) | Клима (Сољано Кавоур) | Клима (Сољано Кавоур) | Клима (Сољано Кавоур) | Клима (Сољано Кавоур) | Клима (Сољано Кавоур) |
| Показатељ \ Месец          | .Јан.                 | .Феб.                 | .Мар.                 | .Апр.                 | .Мај.                 | .Јун.                 | .Јул.                 | .Авг.                 | .Сеп.                 | .Окт.                 | .Нов.                 | .Дец.                 | .Год.                 |
| -------------------------- | --------------------- | --------------------- | --------------------- | --------------------- | --------------------- | --------------------- | --------------------- | --------------------- | --------------------- | --------------------- | --------------------- | --------------------- | --------------------- |
| Средњи максимум, °C (°F)   | 12,4 (54,3)           | 13,0 (55,4)           | 14,8 (58,6)           | 18,1 (64,6)           | 22,6 (72,7)           | 27,0 (80,6)           | 29,8 (85,6)           | 30,0 (86)             | 26,4 (79,5)           | 21,7 (71,1)           | 17,4 (63,3)           | 14,1 (57,4)           | 30 (86)               |
| Средњи минимум, °C (°F)    | 5,6 (42,1)            | 5,8 (42,4)            | 7,3 (45,1)            | 9,6 (49,3)            | 13,3 (55,9)           | 17,2 (63)             | 19,8 (67,6)           | 20,1 (68,2)           | 17,4 (63,3)           | 13,7 (56,7)           | 10,1 (50,2)           | 7,3 (45,1)            | 5,6 (42,1)            |
| Количина падавина, mm (in) | 80 (31,5)             | 60 (23,6)             | 70 (27,6)             | 40 (15,7)             | 29 (11,4)             | 21 (8,3)              | 14 (5,5)              | 21 (8,3)              | 53 (20,9)             | 96 (37,8)             | 109 (42,9)            | 83 (32,7)             | 676 (266,2)           |
| [ тражи се извор ]         |                       |                       |                       |                       |                       |                       |                       |                       |                       |                       |                       |                       |                       |

## Становништво
| 1936. | 1951. | 1961. | 1971. | 1981. | 1991. | 2001. | 2011. |
| ----- | ----- | ----- | ----- | ----- | ----- | ----- | ----- |
| 3.249 | 3.754 | 3.886 | 3.467 | 3.834 | 4.061 | 4.078 | 4.065 |